# Tear It Up
Tear It Up – wydany w 2004 roku singel amerykańskiego rapera, Yung Wuna. Promuje album „The Dirtiest Thirstiest”. Autorem podkładu jest Faust. W utworze wystąpili również DMX, David Banner i Lil’ Flip. Utwór ten w ocenzurowanej wersji pojawił się również na mixtapie DMX-a, „Fuck the Industry”. Tear It Up to jedyny przebój Yung Wuna i dzięki niemu zdobył miano „one hit wonder” (artysta jednego przeboju). Do utworu powstał klip.

## Lista utworów
1. „Tear It Up” (Clean)
2. „Tear It Up” (Dirty)
3. „Tear It Up” (Instrumental)
4. „Tear It Up” (Acapella)